# Per Mortensen
Peter Gylling "Per" Mortensen, kaldet Tom (født 2. juni 1924 på Christianshavn, død 17. februar 2012) var dansk modstandsmand, maskiningeniør og forfatter.

## Liv
Per kom til verden på Christianshavn den 2. juni 1924, og er vokset op i et af Københavns arbejderkvarterer i Vanløse. Ved krigsudbruddet den 9. april 1940 gjorde det et stærkt indtryk på Pers familie, at ingen gjorde modstand og de højeste myndigheder, deriblandt kongen, opfordrede til ro og orden. Familien havde blandt andet sønderjyske slægtninge, hans oldefar kæmpede på dansk side ved Danevirke og Dybbøl, oldefaren havde aldrig ville sværge troskabsed til kejseren af Preussen, det var edsnægtelsen og endte med 10års tugthus. Per var også i familie med en sømand der i Nordsøen var blevet dræbt efter et tysk torpedo-angreb.
Per kom i 1940 i smedelære på B&W, fra juni 1943 var han med i modstandskampen sabotør i den københavnske modstandsgruppe BOPA, han blev arresteret i 9. maj 1944 og havnede som mange andre modstandsfolk i fangelejren Frøslev, men det var ikke lykkes politiet at bevise at han var identisk med sabotøren Tom og han blev derfor løsladt i igen i 1945, Tom var Pers dæknavn, for derefter igen at kunne deltage i sabotage handlinger. Han har selv som begrundelse for sine år i modstandskampen sagt at "Vi var unge mennesker og vi kunne sige nej, og vi sagde nej" og "Hvis vi ødelægger morderens pistol, så bliver han tam", i 2000 blev han interviewet af dagbladet Arbejderen hvor han udtalte sig om sit modstandsarbejde "... Men jeg har fred i min sjæl, når jeg véd, at jeg og mine kammerater gjorde, hvad vi kunne: For at sabotere de "ansvarliges" samarbejde med verdens ondeste magt. For at forkorte krigen, om så bare med én dag. Og for at hindre u-bådsmotorer fra B&W, styringsgrej til V-2 bomber fra fabrikken "Always" i Boyesgade og skydevåben fra A.P. Møllers riffel-syndikat på Amager i at myrde og massakrere søfolk på havet, beboere i London eller soldater, deres koner og børn i Sovjetunionen. ... Det er aldrig betydningsløst eller forgæves at gøre modstand mod uretfærdighed og umenneskelighed – aldrig!". Pers morbror var Emil Haslund, også medlem af modstandsgruppen BOPA.
Per var løjtnant på Modstandsbevægelsens Befalingsmandsskole i 1946. I 1950 tog han eksamen som maskiningeniør, og fra 1960 var han lærer på ingeniørskolen Københavns Teknikum. Debuterede i 1978 som forfatter med bogen Sabotørerne, det blev senere til flere bøger som mest handler om 2. verdenskrig og modstandskampen. I en periode næstformand for foreningen Aktive Modstandsfolk. Var med til at starte forlaget Bopafilm i 2000, i 2011 medvirkende i webdokumentaren Bomben i Boyesgade og fra samme år blogger på modkraft.dk frem til sin død.
Per var gift og havde tre børn. Han boede ved Rungsted Kyst nord for København. Han døde efter længere tids sygdom.

### Bidraget med indlæg
- Praktisk Patriotisme, udgivet 2007
- 4. maj, udgivet 2005